# The Way of the Wind
The Way of the Wind é um filme em produção, escrito e dirigido por Terrence Malick.

## Elenco
- Géza Röhrig como Jesus Cristo
- Mark Rylance como Satanás
- Matthias Schoenaerts como São Pedro
- Ben Kingsley
- Joseph Fiennes
- Lorenzo Gioielli
- Tawfeek Barhom
- Douglas Booth
- Martin McCann
- Bjorn Thors
- Aidan Turner como Santo André
- Joseph Mawle
- Selva Rasalingam